# 아스콜라

누르미얘르비의 위치

아스콜라(핀란드어: Askola)는 핀란드 우시마 지역에 위치한 도시로 면적은 218.03 km2, 인구는 4,847명(2022년 기준), 인구 밀도는 22.82명/km2이다. 헬싱키에서 북동쪽으로 66km, 포르보에서 북쪽으로 21km 정도 떨어진 곳에 위치한다. 1896년에 행정 구역이 설치되었다. 모닌킬라는 가장 큰 시정촌이다.

시 문장

## 인구
| 연도 | 인구  | ±% p.a. |
| ---- | ----- | ------- |
| 1975 | 3,630 | —       |
| 1980 | 4,058 | +2.25%  |
| 1985 | 4,130 | +0.35%  |
| 1990 | 4,248 | +0.57%  |
| 1995 | 4,269 | +0.10%  |

| 연도 | 인구  | ±% p.a. |
| ---- | ----- | ------- |
| 2000 | 4,389 | +0.56%  |
| 2005 | 4,555 | +0.75%  |
| 2010 | 4,864 | +1.32%  |
| 2015 | 5,104 | +0.97%  |
| 2020 | 4,878 | −0.90%  |